# Los Ancianos
En la serie de televisión Charmed, los Ancianos, Superiores, o Mayores (en inglés Elders) son un grupo ficticio de gente que vigila la magia buena.
La principal tarea de los Ancianos es vigilar a las brujas, mirando desde los Cielos. Ellos se comunican a la Tierra a través de sus mensajeros y ayudantes los Guías blancos. Los Ancianos deciden quien se convertirá en Guía Blanco, y le otorgan sus poderes. La habilidad de curar de los Guías Blanco es canalizada directamente de los Ancianos.
Algunos Ancianos, aunque no todos, fueron alguna vez Guías Blancos. Leo Wyatt es promovido a este rango después de salvar a los Ancianos y las Hechiceras de la furia de los Titanes. 
Aunque muchos de los Ancianos tienen poderes similares a los de los Guías Blancos. Las hermanas Halliwell protegieron a un Anciano retirado por un corto tiempo que poseía estrictamente poderes de tipo mental, y no podía orbitar y pelear, su nombre era Ramus.
A pesar de que a los Guías Blancos no les está permitido matar, los Ancianos poseen poderosas habilidades de combate. Leo es visto usando un poder parecido a un rayo para matar a Gideon. En el episodio "Es un mundo malo, malo, malo", tres Ancianos son mostrados matando a un mortal con flamas mágicas, aunque esto ocurrió por una alucinación inducida por magia y no indica que sea una habilidad real.
Cuando las brujas necesitan consejo sobre demonios a los que desconocen, pueden preguntar a los Ancianos enviando a su Guía Blanco. Los Ancianos, sin embargo, no lo saben todo, en algunos casos no tienen idea de algo que las brujas conocen. 
Los Ancianos no premiten a las brujas u otros seres mágicos, además de ellos mismos y los Guías Blancos entrar a los Cielos. Aunque las hermanas Halliwell no tenían este privilegio, los han visitado. Piper incluso fue llevada por Leo a una audiencia cuando buscaban el permiso de los Ancianos para tener una relación.
Los Ancianos, sin embargo, permiten a Leo llevar a su hijo Wyatt y dejarlo con ellos si esta en algún peligro.
Paige adquirió su estatus completo de Guía Blanco y tuvo la habilidad de conversar con los Ancianos cuando quería. Pero ella no iba a los Cielos como los otros Guías Blanco, ellos se encontraban en el Puente Golden Gate y hablaba con uno de los pocos Ancianos mujeres de nombre Sandra.
Leo dice alguna vez que los Ancianos son como los reyes, ellos puede tener cualquier edad, pueden ser muy jóvenes o viejos. Hay Ancianos de todas las edades, seres mortales o inmortales con magia del bien.
Muy pocos Ancianos vienen a la Tierra. Leo y Gideon son raros ejemplos que pasaban la mayoría de su tiempo fuera de los Cielos. Unos pocos vienen a la Tierra a hablar directamente con las brujas. Solo en casos especiales como la amenaza de Gideon a la vida de Wyatt y el surgimiento de los Avatares. 
Como grupo, los Ancianos prefieren mantenerse al margen y permanecer sin ser vistos cotidianamente ni siquiera entre la comunidad mágica.

## Ancianos conocidos
Leo. Recibió esta categoría después de la batalla con los Titanes. Fue promovido después de ser un Guía Blanco. Sus poderes se extendieron incluyendo la habilidad de transportar múltiples personas u objetos y sin la necesidad de orbitar con ellos, la habilidad de hacerse invisible y se incrementaron sus habilidades en combate. Como Anciano, Leo paso la mayoría de su tiempo en la Tierra. Como castigo por destruir al Anciano Zola, Leo pierde sus poderes y es convertido en mortal. 
Ramus. Un Anciano que iba a retirarse y pasaría su poderes a un nuevo Anciano. Los otros Ancianos pidieron a las hermanas Halliwell y a Leo que lo protegieran pues lo demonios deseaban su poderes y la transferencia tomaría lugar en la Tierra durante el equinoccio. Ramus fue uno de los Ancianos que dieron apoyo a Piper y Leo para que pudieran casarse. Sus poderes son completamente mentales, incluso no puede orbitar, y puede ver el futuro. Con este poder, previo el nacimiento de Wyatt. Ramus presagia su muerte, y es asesinado por el demonio Arnon, al cual pasan sus poderes después de asesinarlo. Cuando las hermanas lo destruyen, sus poderes pasan a la persona a quien estaban destinados, un chico de nombre Kevin.
Sandra. Es una Anciano que apoya mucho a Leo Wyatt durante el tiempo que lo necesita. Ayuda también a Paige a tener confianza en sus poderes y a desarrollarlos por completo.
Gideon.- Uno de los Ancianos más poderosos y con más poderes diferentes que existen. A Gideon le fue confiado el manejo de la Escuela de Magia, donde pasaba la mayor parte del tiempo. Gideon estuvo a favor del matrimonio de Piper y Leo, pero al nacer Wyatt, la idea de Gideon cambio. Consideraba que Wyatt era una gran amenaza para el mundo. Por lo que trato de asesinarlo.
Sin embargo, no quería ser descubierto por las hermanas, pues no pensaba que ellas merecieran la misma suerte que Wyatt.
Secuestra a Wyatt, asesinando a Chris en el proceso. Leo, enfurecido por la muerte de su hijo, persigue a Gideon hasta el Inframundo donde lo asesina.
A diferencia de otros Guías Blancos y Ancianos, cuando Gideon orbitaba sus órbitas eran de color púrpura.
Zola.- Fue un Anciano que trato de llegar a Leo para ayudarlo, después de que este había asesinado a Gideon. Gracias a las influencias de Barbas y los Avatares, Leo asesina accidentalmente a Zola. Debido a está acción, el pierde sus alas.
Roland.- Roland es un Anciano que escapo de la masacre de los Titanes en el cielo. Fue uno de los Ancianos que se opuso a la relación entre Piper y Leo.
Kevin.- Es un brujo de 13 años de edad que tiene el poder de la proyección de pensamientos. Puede hacer que las cosas que dibuja vuelvan a la vida. Cuando Ramus muere, sus poderes son pasados a Kevin, convirtiéndolo en un nuevo Anciano.
Cecil - Cecil fue asesinado en los cielos por los Titanes. Fue un gran amigo de Leo que siempre le dio un consejo alentador.
- Datos: Q10751678